# Resolution 242 des UN-Sicherheitsrates
Die UN-Resolution 242 vom 22. November 1967 war eine Reaktion auf den Sechstagekrieg, den dritten Nahostkrieg, und versuchte die Regelung des Nahostkonfliktes.

## Vorgeschichte
Israel hatte in diesem Krieg Ostjerusalem erobert, das von Jordanien 1949 annektierte palästinensische Gebiet bis zum Jordan, Gebiete in Syrien und auf dem Sinai, insgesamt eine Fläche, die etwa das Dreifache des israelischen Territoriums ausmachte. Dort lebten etwa eine Million Menschen. Der Sicherheitsrat hatte in den Resolutionen 233 und 234 eine sofortige Einstellung der kriegerischen Aktivitäten gefordert. Dem waren die beteiligten Staaten nachgekommen, zuletzt Israel am 10. Juli 1967.
Als das Thema in der UN-Vollversammlung diskutiert wurde, gab es in wesentlichen Fragen keinen Konsens. Wer am Krieg schuld sei und wie das Sicherheitsbedürfnis der verschiedenen Seiten berücksichtigt werden könnte, darüber gab es unterschiedliche Auffassungen. Nur in einem Punkt herrschte Übereinstimmung. Die von Israel begonnenen Veränderungen im Status von Jerusalem seien null und nichtig, man solle die israelische Regierung auffordern, sie rückgängig zu machen. Nach mehreren Monaten Verhandlungen konnte schließlich ein Fortschritt erzielt werden und der Sicherheitsrat verabschiedete die Resolution 242. Sie fordert den Rückzug Israels „aus (den) besetzten Gebieten, die während des jüngsten Konfliktes besetzt wurden“ im Gegenzug für eine Anerkennung Israels und die Respektierung seiner Sicherheit „frei von Bedrohung und Gewalt“.

## Wortlaut
Die Resolution lautet:

„Der Sicherheitsrat, mit dem Ausdruck seiner anhaltenden Besorgnis über die ernste Situation im Nahen Osten, unter Betonung der Unzulässigkeit des Gebietserwerbs durch Krieg und der Notwendigkeit, auf einen gerechten und dauerhaften Frieden hinzuarbeiten, in dem jeder Staat der Region in Sicherheit leben kann, ferner unter Betonung dessen, dass alle Mitgliedstaaten mit der Annahme der Charta der Vereinten Nationen die Verpflichtung eingegangen sind, in Übereinstimmung mit Artikel 2 der Charta zu handeln,
1. erklärt, dass die Verwirklichung der Grundsätze der Charta die Schaffung eines gerechten und dauerhaften Friedens im Nahen Osten verlangt, der die Anwendung der beiden folgenden Grundsätze einschließen sollte:
i) Rückzug der israelischen Streitkräfte aus (den) Gebieten, die während des jüngsten Konflikts besetzt wurden;
ii) Beendigung jeder Geltendmachung des Kriegszustands beziehungsweise jedes Kriegszustands sowie Achtung und Anerkennung der Souveränität, territorialen Unversehrtheit und politischen Unabhängigkeit eines jeden Staates in der Region und seines Rechts, innerhalb sicherer und anerkannter Grenzen frei von Androhungen oder Akten der Gewalt in Frieden zu leben;
2. erklärt ferner, dass es notwendig ist,
a) die Freiheit der Schifffahrt auf den internationalen Wasserwegen in der Region zu garantieren;
b) eine gerechte Regelung des Flüchtlingsproblems herbeizuführen;
c) die territoriale Unverletzlichkeit und politische Unabhängigkeit eines jeden Staates der Region durch Maßnahmen zu garantieren, die auch die Schaffung entmilitarisierter Zonen einschließen;
3. ersucht den Generalsekretär, einen Sonderbeauftragten zu ernennen, der sich in den Nahen Osten begeben soll, um mit den beteiligten Staaten Verbindung aufzunehmen und zu unterhalten, mit dem Ziel, eine Einigung zu fördern und die Bemühungen zur Herbeiführung einer friedlichen und akzeptierten Regelung im Einklang mit den Bestimmungen und Grundsätzen dieser Resolution zu unterstützen;
4. ersucht den Generalsekretär, dem Sicherheitsrat baldmöglichst über den Stand der Bemühungen des Sonderbeauftragten Bericht zu erstatten.
Auf der 1382. Sitzung des Sicherheitsrats einstimmig verabschiedet.“

## Interpretation
Nach der Interpretation des Verfassers, des Briten Lord Caradon, wurde bewusst kein genauer – oder zeitlich terminierter – Rückzug Israels auf die Waffenstillstandslinie von 1949 gefordert, da Grenzkorrekturen ermöglicht werden sollten. Der englische Original- und Arbeitsentwurf enthielt keinen bestimmten Artikel. Der Versuch der Sowjetunion, das Wort „alle“ einzufügen, scheiterte in den Verhandlungen. Unstimmigkeiten ergaben sich zur französischen Fassung, die vom Rückzug „aus den Gebieten“ spricht. In der spanischen Version hieß es zwischenzeitlich ebenfalls „aus ‚den‘ Gebieten“, sie wurde aber der englischen Version angeglichen, in der der Artikel fehlt.
Eugene V. Rostow, der als damaliger stellvertretender US-Außenminister an der Abfassung der Resolution beteiligt war, sagte in einem am 21. Oktober 1991 in der Zeitschrift The New Republic erschienenen Artikel über deren eigentliche Zielsetzung: „Die UN-Resolution 242, an deren Zustandekommen ich beteiligt war, fordert alle Seiten auf, Frieden zu schließen und erlaubt Israel, die 1967 besetzten Gebiete zu verwalten, bis ein gerechter und dauerhafter Frieden erreicht ist. Bei Erreichung solch eines Friedens ist Israel verpflichtet, seine Streitkräfte `aus Gebieten', die es im Sechstagekrieg besetzt hat, abzuziehen. Nicht aus allen Gebieten, sondern aus einigen, welche die Sinai-Halbinsel, das Westjordanland, die Golanhöhen, Ostjerusalem und den Gazastreifen umfassen.“
Andererseits wurde angeführt, dass in der Präambel ausdrücklich von „der Unzulässigkeit, Gebiete durch Krieg zu erwerben“ die Rede ist. Israel bezog diesen Satz jedoch auf Offensivkriege und betonte, Eroberungen im Gefolge eines Verteidigungskrieges zu verbieten würde jeden Aggressor gerade zum Krieg einladen. Diese Argumentation war jedoch völkerrechtlich nicht haltbar, und der Sicherheitsrat folgte auch nicht Israels ursprünglicher Darstellung, dass es angegriffen worden wäre. Anschließend sprach Israel von einem Präventivkrieg.
Das Thema der Gründung eines unabhängigen arabischen Staats in Palästina, wie ihn der UN-Teilungsplan für Palästina von 1947 vorsieht, wurde von der Resolution nicht adressiert. Das Wort Palästina oder Palästinenser wird im Text nicht verwendet, sondern das Wort Flüchtlingsproblem. Während und im Gefolge der Kriegsereignisse waren etwa 500.000 palästinensische Bewohner des Westjordanlandes und des Gazastreifens in die arabischen Nachbarstaaten geflohen bzw. vertrieben worden. Nur etwa zehn Prozent von ihnen hatten in den Monaten nach dem Krieg zurückkehren können.